# Gambische Ortsnamen
In gambischen Ortsnamen haben verschiedene Völker ihre Spuren hinterlassen. Die meisten Orts- oder Flurnamen entstammen der Sprache der Mandinka, die mit ungefähr vier Zehnteln die größte Bevölkerungsgruppe in Gambia bilden. Man kann daher anhand des Ortsnamens die überwiegende Bevölkerungsgruppe erkennen.

## Präfix und Suffix bei Ortsnamen
Es werden verschiedene Präfixe und Suffixe bei Ortsnamen verwendet. Dabei herrscht bei der Schreibweise keine einheitliche Regelung, teils werden die Namen zusammengeschrieben, jedoch auch gekoppelt oder getrennt.

### Suffix
- Mandinka „- Ba“ (selten auch in der Schreibweise „Bah“) bedeutet groß, so ist ein „Bantaba“ (Banta Ba) – wörtlich übersetzt draußen-groß, ein Versammlungsplatz des Ortes. „Ba“ wird auch als Suffix für Ortsnamen benutzt, beispielsweise bei Brikama Ba.
- Mandinka „-nding“ bedeutet klein, als Suffix ist es beispielsweise im Ortsnamen von Banjulunding zu finden. Man liest es als Banjulu N'ding – wörtlich übersetzt Banjul-klein; Banjulu ist dabei eine Variante von Banjul.
- Mandinka „- Tenda“ bedeutet Kai oder Anlegestelle, als Suffix ist es in zahlreichen Ortsnamen finden, die sich unmittelbar am Gambia-Fluss befinden, beispielsweise bei Karantaba Tenda. Zum Teil findet man weiter vom Fluss weg einen weiteren Ort ohne dieses Suffix.
- englisch „- Wharf“, bedeutet ebenfalls Kai und wird für ein paar Orte am Gambia-Fluss benutzt. Man darf annehmen, dass diese Ortsnamen während der britischen Kolonialzeit entstanden bzw. hier von den Briten ein Kai eingerichtet wurde.
- Mandinka „- Kunda“ folgt dem Gründer (bzw. dem ehemaligen Besitzer) des Orts, mehr als 200 Orte tragen diesen Zusatz. Beispielsweise Serekunda (Sere Kunda) – wörtlich übersetzt also Seres Ort.

### Präfix
- Wolof „Ker -“, „Kerr -“ folgt dem Gründer des Orts, rund 100 Orte tragen diesen Zusatz. Beispielsweise Kerr Seringe Ngaga.
- fula „Sare -“ folgt dem Gründer des Orts, rund 100 Orte tragen diesen Zusatz.

## Flurnamen
- Mandinka „Bolong“ (französische Schreibweise im frankophonen Nachbarland Senegal: Bôlon/Bolon) bezeichnet entweder ein Creek oder einen Nebenfluss. Die meisten Fließgewässer in Gambia tragen diesen Suffix.
- Mandinka „Banto Faro“ – wörtlich übersetzt hinter dem Sumpf, bezeichnet das Land zwischen dem Fluss und dem erhöhten Land. Sie werden gelegentlich überflutet. Wird als Suffix nicht genutzt.

## Afrikanisierung
Im Rahmen der Afrikanisierung und eines erstarkenden Selbstbewusstseins nach der Unabhängigkeit Gambias vom Vereinigten Königreich wurden im Laufe der Zeit einige Orts- und Flurnamen in traditionelle Namen umbenannt oder neutralere Namen gewählt die nicht an ehemalige britische Gouverneure erinnern. Auch wurden zahlreiche Straßen in Banjul umbenannt, die zuvor die Namen hoher Offiziere der Royal Navy während der Schlacht von Trafalgar tragen.
- Die Hauptstadt Bathurst geändert in Banjul (1973)
- Der Ort Georgtown geändert in Janjanbureh (1995)
- Die Insel MacCarthy Island geändert in Janjanbureh Island (1995)
- Die Division MacCarthy Island geändert in Central River Division (1995)